# Euphorbia densa
Euphorbia densa är en törelväxtart som beskrevs av Alexander Gustav von Schrenk. Euphorbia densa ingår i släktet törlar, och familjen törelväxter.

## Underarter
Arten delas in i följande underarter:
- E. d. badghysi
- E. d. densa